# KV64

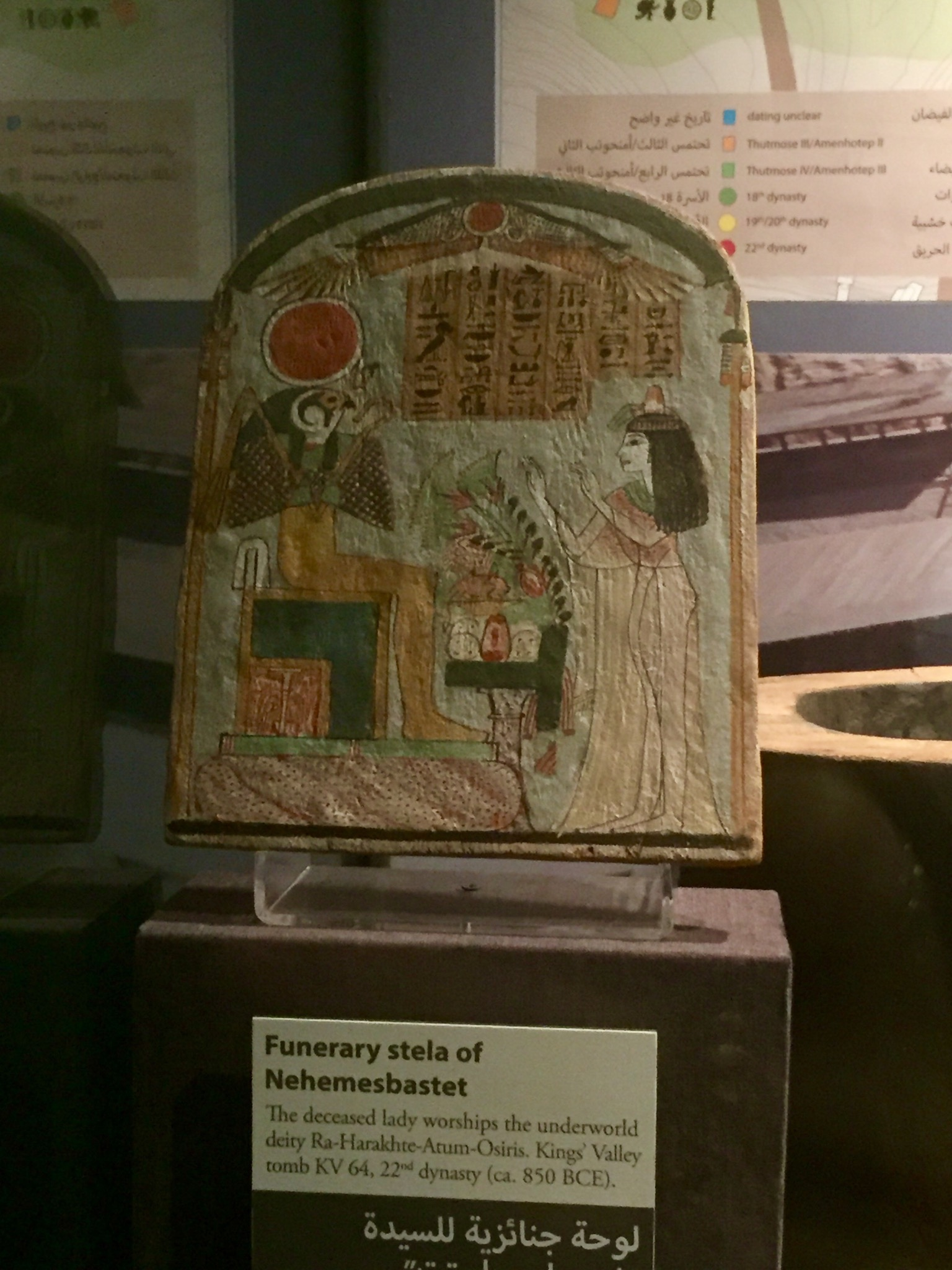
在K64發現的妮赫美斯·貝斯特與神對話碑，現藏於盧克索博物館

KV64是埃及帝王谷中的墓穴，埋葬第十八王朝一身分不明者，以及第二十二王朝的祭司、卡纳克神庙吟遊詩人妮赫美斯·貝斯特。
KV64位於帝王谷前往KV34（图特摩斯三世墓）的路上，在2011年時被發現，並在隔年由巴塞尔大学的蘇珊娜·比克爾等人挖掘。

## 發掘
在2011年巴塞尔大学帝王谷挖掘計畫期間，挖掘團隊在KV40的豎井上安裝保護鐵蓋時，於KV40以北1.8公尺處發現一個切鑿在岩石中的豎井邊緣。
由於該豎井開口僅約1×2公尺，且靠近鄰近的墓穴，起初被認為可能是一個防腐處理用儲藏坑或未完成的豎井，初步被編號為「KV40b」。因發現時間恰逢2011年埃及革命爆發，該豎井隨即被加蓋金屬板，以待下一季清理。
挖掘工作在2012年1月初重新開始，且研究團隊很快就證實該結構是一座墓葬。研究團隊於1月15日公布此發現，並將其命名為KV64。
該墓葬由一條深約3.5公尺、小且窄的豎井構成，通往一間約4.1×2.35公尺的單一墓室，墓室高度約為2公尺。門口由堆疊的石塊封堵，但並未完全密封。該石牆並非原始構造，因其下另有一層經過灰泥處理的墙。在門口底部發現了十八王朝時期的碗，內有塗於牆上的灰泥。

## 内容
墓室內約填有1公尺深的碎石與瓦礫，其中發現一具第二十二王朝祭司妮赫美斯·貝斯特的遺體，棺槨置於墓室最深處的填土之上。她的彩繪木碑倚在棺槨腳邊的牆上。瓦礫中還包括遭劫掠的十八王朝葬禮遺跡，如碎裂的卡諾卜罈與瓶塞、棺材與紙紮層碎片、玻璃、釉陶、皮革、家具部件等，以及一具遭破壞且未包裹的木乃伊，可能是墓穴最早的主人。同時研究團隊發現一塊木製標籤的一部分，上書公主薩蒂亞之名，但尚不清楚此標籤是否屬於該墓原本的女主。
此外，一塊拉美西斯时期的陶片與數件刻有阿蒙霍特普三世名字的家具碎片出現在墓室內，但可能與本墓無直接關聯，推測為古代盜墓者從其他地方轉移而來的物品。由於墓內存在多個蜂巢與經水沖刷的沉積物，可判斷在妮赫美斯·貝斯特葬入之前，墓室曾長期開放。

## 居住者

### 第十八王朝木乃伊
墓中被肢解的十八王朝木乃伊相關資訊目前所知甚少，X光分析顯示該遺體屬於一位中年女性。如果那些刻有阿蒙霍特普三世名字的殘破家具以及寫有一位公主名字的標籤確實原屬此墓，並非後來洪水沖入的物品，那麼這位原主人應為阿蒙霍特普三世時期的一位公主。墓中兩個卡諾卜罈的風格也與該時期相符。

### 妮赫美斯·貝斯特
2011年進入墓室時，考古團隊發現了一具木棺與一塊放置於棺木頭部對面牆邊的雕刻石碑。棺中木乃伊為一位女祭司，即「阿蒙的歌者」妮赫美斯·貝斯特。她是阿蒙祭司納克特·穆特（Nakhtef-Mut）之女，納克特·穆特在卡纳克神庙中擔任「打開天堂之門者」，這座神廟在當時為古埃及的重要祭祀場所。木碑描繪貝斯特在朝拜一位具有太陽神與欧西里斯特徵的複合神祇。

## KV64編號的先前使用情形
「KV64」一名曾於2000年秋季被暫時用來指稱位於KV63以北約15公尺處，靠近圖坦卡門之墓KV62的一豎井結構。此處由尼可拉斯·李維斯的阿瑪納王室墓地計畫進行時利用透地雷達發現。
此一代號在2008年再次被用於標示一處疑似墓穴入口，該處位於主谷中心、麦伦普塔（KV8）與拉美西斯二世（KV7）之墓之間。

## 書籍
- Bickel, Susanne; Adrom, Faried (编). . Swiss Egyptological studies. Basel: Librum Publishers & Editors LLC. 2021. ISBN 978-3-906897-32-5.

## 外部連結
- . The Guardian (London). 2008-01-23  [2012-01-15]. 原始内容存档于2012-01-18.